# 珍妮弗·尼克斯
珍妮弗·尼克斯（英語：Jennifer Nicks，1932年4月13日—1980年8月21日），英国女子花样滑冰运动员。她曾代表英国参加世界花样滑冰锦标赛，获得一枚金牌、一枚银牌和二枚铜牌。

## 家庭
哥哥约翰·尼克斯。